# Azem Hajdari
Azem Hajdari (11. marts 1963 – 12. september 1998) var en albansk politiker og fremtrædende medlem af partiet Demokraterne. Han blev dræbt ved et attentat i Tirana.
1. ↑  Navnet er anført på engelsk og stammer fra Wikidata hvor navnet endnu ikke findes på dansk.